# Jacques Rampal
Pour les articles homonymes, voir Rampal.
Jacques Rampal, né le 17 mai 1944 à Constantine (Algérie française) et mort le 19 décembre 2015 à Paris 15e, est un dramaturge, un écrivain et auteur de bande dessinée français.  

## Biographie et carrière

### Jeunesse
Né le 17 mai 1944 à Constantine (actuel Algérie), d'un père marseillais militaire et d'une mère corse et pied-noir institutrice, Jacques Rampal passe son enfance à Rabat puis déménage à Rodez en 1954. Il suit des études de philosophie entre 1959 et 1961 à l'université de Toulouse. Il meurt le 19 décembre 2015 à Paris à l’âge de 71 ans.
Il commence à dessiner à douze ans à Rodez, des caricatures de notables et de sportifs de la région dans le quotidien Centre-Presse. A treize ans il intègre Le Chariot, une troupe de théâtre amateur et y tient un petit rôle dans une farce de Molière. Dès lors il sait qu’il partagera sa vie entre le dessin et le théâtre. Il se forme ensuite à Toulouse à La Forge auprès du metteur en scène Jean Pradier tout en menant une activité de caricaturiste dans le journal La dépêche du Midi. A 23 ans, il fonde sa propre compagnie « La Grimace » pour laquelle il joue et met en scène La Locandiera de Goldoni et George Dandin de Molière.

### Carrière dans la bande dessinée
Après une licence de philosophie à Toulouse, il s'installe à Paris et revient au dessin : il se fait engager comme scénariste BD au journal Pilote, dirigé par René Goscinny  (1970-1974), et comme dessinateur-scénariste aux éditions Fleurus (hebdomadaire Formule 1) et Bayard-Presse (1970-1983). En 1974 il participe à la création de la revue iconoclaste Mormoil, dans laquelle dessineront Morchoisne, Franquin, Gil, Loup Forest, Binet, Loisel, Bouq, Letendre… Dans les années 80, il dessine pour L’Evénement du Jeudi, Circus et L’Echo des Savanes. Il coréalise quinze albums humoristiques dont en 1984 l'immense succès Ces animaux qui nous gouvernent (avec les dessinateurs Morchoisne, Mulatier et Ricord) qui sera vendu à plus de 400 000 exemplaires. Deux des derniers albums, Les Nouvelles Fables de La Fontaine, sont édités par Luc Besson chez Intervista en 2007 et 2008.

### Théâtre
Sa première pièce, Célimène et le Cardinal se veut une suite de Le Misanthrope de Molière, écrite en alexandrins. Elle est créée en 1992 au Théâtre de la Porte-Saint-Martin avec Ludmila Mikaël et Gérard Desarthe, sous la direction de Bernard Murat. La pièce obtient deux "Molières" en 1992 (meilleure comédienne, meilleurs costumes et décors)  et sept nominations dont deux pour l'auteur (révélation de l'année et meilleur auteur). Cette pièce est traduite en de nombreuses langues et sera jouée dans le monde entier, y compris aux États-Unis et en Inde, puis reprise en 1996 au Théâtre de l'Œuvre, et en 2006 au Théâtre du Lucernaire avec Claude Jade dans le rôle de Célimène et Patrick Préjean dans le rôle d'Alceste, réalisé par Rampal lui-même.
Au total, Jacques Rampal a écrit 16 pièces de théâtre, parmi lesquelles La Fille à la trompette, avec Danièle Lebrun et Jean-Marc Thibault, Les Fous de la Reine, avec Marthe Mercadier et Jean-Paul Farré, La Journée des dupes, créée à Luçon en juillet 2008 pour le festival Richelieu et reprise à Paris au Théâtre 14. Entre 1999 et 2004, il réside à Avignon en tant que metteur en scène, comédien et professeur auprès de la compagnie de Sylvie Doisy, le Théâtre de l’Aube.
Ses pièces vont du drame social contemporain (Infidèles) à la comédie légère (Qu’importe le Flacon) jusqu’à la tragédie classique en alexandrins (Le Galant sanguinaire) et la comédie antique (Diogène - Le Philosophe et la Putain). Cette dernière pièce a été jouée au cours de l’automne 2015 au Théâtre 13, mise en scène par Elsa Royer avec Anne Jacquemin et Alain Leclerc.
Jacques Rampal a écrit par ailleurs un livret en vers, Esméralda, adapté de Notre Dame de Paris de Victor Hugo.

## Œuvre

### Pièces de théâtre
- 1991 : La Nuit du chien
- 1992 : Célimène et le Cardinal de Jacques Rampal, mise en scène Bernard Murat, avec Ludmila Mikaël, Gérard Desarthe, Théâtre de la Porte Saint-Martin
- 1993 : Célimène et le Cardinal de Jacques Rampal, mise en scène Bernard Murat, avec  Ludmila Mikaël, Didier Sandre,Théâtre Montparnasse
- 1993 : Alma Mahler, la fiancée du vent
- 1994 : La Fille à la trompette de Jacques Rampal, mise en scène Gérard Caillaud, avec Jean-Marc Thibault, Danièle Lebrun, Théâtre de la Michodière
- 1994 : Esméralda, pièce en vers d’après Victor Hugo
- 1994 : Bussy d'Amboise, le divin rustre
- 1997 : Les Fous de la reine (Profession de fou) de Jacques Rampal, mise en scène Jacques Rampal, avec Marthe Mercadier et Jean-Paul Farré, Théâtre du Gymnase
- 2004 : Qu’importe le flacon
- 2006: Célimène et le Cardinal de Jacques Rampal, mise en scène Jacques Rampal, avec Claude Jade, Patrick Préjean, Théâtre Lucernaire
- 2007 : Le Galant sanguinaire de Jacques Rampal, mise en scène Sébastien Bernard, Théâtre de l’Equipe - Chevaleret.
- 2008 : Infidèles
- 2008 : La Journée des dupes, de Jacques Rampal, créée à Luçon en juillet 2008 pour le festival Richelieu et reprise à Paris au Théâtre 14
- 2009 : Le Temps des Tartuffes, pièce en alexandrins sur la vie de Molière
- 2013 : Le Nez d’Ines
- 2015 : Le Philosophe et la putain (Diogène le cynique) de Jacques Rampal, mise en scène Elsa Royer, avec Anne Jacquemin et Alain Leclerc Chodat, Théâtre 13

### Scenario de films
- Jacques Damour, d’après la nouvelle d’Émile Zola
- 2010 : Le Moulin de la Folle (scénario de long métrage)

### Bandes dessinées, caricatures
- 1985 : Les Grandes gueules (9) - Ces animaux qui nous gouvernent (T 2) en collaboration avec Jean-Claude Morchoisne, Patrice Ricord et Jean Mulatier, Glénat
- 1985 : Télé, ton univers impitoyable en collaboration avec Jean-Claude Morchoisne, Glénat
- 1986 : Quoi choisir en collaboration avec Jean-Claude Morchoisne, Glénat
- 1987 : Drôle d'état en collaboration avec Jean-Claude Morchoisne et Jean-Pierre Dubouch, Glénat
- 1988 : Le Tonton profond en collaboration avec Jean-Claude Morchoisne, éditions no 1
- 1989 : Les Trognons en collaboration avec Jean-Claude Morchoisne, éditions no 1
- 1989 : Comme des bêtes en collaboration avec Jean-Claude Morchoisne, éditions no 1
- 1991 : Vivement la gauche en collaboration avec Jean-Claude Morchoisne, éditions no 1
- 1999 : La Famille Jospin's en collaboration avec Jean-Claude Morchoisne, Hors Collection
- 2006 : Danger Caricatures en collaboration avec Jean-Claude Morchoisne,  éditions du Rocher
- 2007 (T1) et 2008 (T2): Les Nouvelles fables de La Fontaine en collaboration avec Jean-Claude Morchoisne, Intervista
- 2007 : Les Politiques à pile ou face, avec Jean-Claude Morchoisne et Vic (dessin), Hors Collection [9]
- 2008 : La Bande à Sarko, avec Jean-claude Morchoisne (dessin), Hors Collection [10]